# Высокий (Берёзовское сельское поселение)
Высо́кий — посёлок в Дмитровском районе Орловской области. Входит в состав Берёзовского сельского поселения.

## География
Расположен в 16 км к юго-западу от Дмитровска и в 3 км от границы с Курской областью на северной окраине лесного урочища Воскресная Дача у истока ручья Расторог. Состоит из одной улицы, протянувшейся с запада на восток.

## История
В 1937 году в посёлке было 19 дворов. Во время Великой Отечественной войны с октября 1941 года по август 1943 года посёлок находился в зоне немецко-фашистской оккупации (территория Локотского самоуправления). Останки солдат, погибших в боях за освобождение Спасского, после войны были перезахоронены в братской могиле деревни Берёзовка. 

## Население
| 2002 | 2010 |
| ---- | ---- |
| 2    | ↘0   |